# Wallace (Manitoba)
Pour les articles homonymes, voir Wallace.
Wallace est une municipalité rurale du Manitoba située au sud-ouest de la province. Le village d'Elkhorn et la localité de Hargrave sont enclavées dans la municipalité. Situé le long de la frontière avec la Saskatchewan, la municipalité rurale est à environ 75 km au nord de la frontière américaine avec le Dakota du Nord. De plus, la municipalité est située à mi-chemin entre Winnipeg et Regina et possède une faible population d'environ 1 550 habitants.

## Démographie
| 2001  | 2006  | - | - |
| ----- | ----- | - | - |
| 1 547 | 1 501 | - | - |

## Référence
- (en) Cet article est partiellement ou en totalité issu de l’article de Wikipédia en anglais intitulé « Rural Municipality of Wallace » (voir la liste des auteurs).

1. ↑  « Statistique Canada - Profils des communautés de 2006 -    Wallace » (consulté le 6 juin 2020)